# Lucie Ferauge
Lucie Ferauge (* 21. April 2000) ist eine belgische Sprinterin.

## Sportliche Laufbahn
Erste internationale Erfahrungen sammelte Lucie Ferauge im Jahr 2017, als sie bei den U20-Europameisterschaften in Grosseto im 200-Meter-Lauf bis in das Halbfinale gelangte und dort mit 23,92 s ausschied, während sie mit der belgischen 4-mal-100-Meter-Staffel in 45,28 s den sechsten Platz belegte. Bei den IAAF World Relays 2019 in Yokohama schied sie mit der 4-mal-400-Meter-Staffel mit 3:30,69 min im Vorlauf aus und erreichte mit der gemischten 4-mal-100-Meter-Staffel in 3:25,74 min Rang acht. Anschließend gewann sie bei den U20-Europameisterschaften im schwedischen Borås in 23,63 s die Bronzemedaille.
2019 und 2020 wurde Ferauge belgische Hallenmeisterin im 200-Meter-Lauf.

## Persönliche Bestzeiten
- 100 Meter: 11,73 s (−0,4 m/s), 23. Juni 2019 in Lebbeke
  - 60 Meter (Halle): 7,42 s, 22. Februar 2020 in Gent
- 200 Meter: 23,56 s (+0,2 m/s), 18. Mai 2019 in Gent
  - 200 Meter (Halle): 23,42 s, 22. Februar 2020 Gent